# Maïjirgui
Maïjirgui ou Mayjirgui est une localité et une commune rurale du Niger, département de Tessaoua, région de Maradi.

## Géographie
La localité de Maïjirgui est située sur la route nationale 1 à 16 km à l'est du chef-lieu départemental Tessaoua.
|           | Ourafane  |            |
| Tessaoua  | Maïjirgui | Garagoumsa |
| Baoudetta | Korgom    |            |

## Histoire
La commune rurale de Maïjirgui instaurée en 2002, est issue du canton de Tessaoua.

## Population
Lors du recensement général de 2012, la population communale est relevée à 70 655 habitants, dont 9 168 habitants pour la localité chef-lieu communal.

## Localités
La commune s'étend sur 26 villages et 74 hameaux à l'est du département de Tessaoua.

## Services et infrastructures
- Centre de Santé Intégré (CSI) à Maïjirgui[5].
- Collège d'enseignement général (CEG) à Maïjirgui.
- Centre de formation des métiers (CFM) à Maïjirgui.